# 龙光集团
龙光集团有限公司，簡稱龙光集团（英語：Logan Group Company Limited，港交所：3380）。

## 历史
1996年，公司由紀海鵬（董事長及首席執行官）於汕頭（總部）成立「廣東龍光（集團）有限公司」，前身「汕頭龍光建安有限公司」，前非執行董事之一為創办人女兒紀凱婷。
業務在中國內地經營住宅和寫字樓房地產行業。
股份在2013年12月20日於港交所主板上市。招股價為2.10港元，集資淨額約14.84億港元，全球發售為7.5億股，認購共7,641萬股。
2014年5月，該公司發行3億美元，年息11.25%的優先票據，在2014年6月5日上市，到期日為2019年6月19日，代碼為5758。
2017年2月24日龍光地產和合景泰富各持50%股本的合營公司麒灣（香港）投資有限公司，成功以168.55億元，投得鴨脷洲內地段第136號住宅地皮。該項目佔地126595平方呎，可建總樓面762091平方呎，每呎樓面地價達22120元，預計可提供1,420個中小型單位。
2017年5月19日龍光地產和南山集團各持51%和49%股本的合營公司以10億零272萬坡元(約56億港元)，相當於容積率每平方英尺1050元投得新加坡女皇鎮史德林路（Stirling Road）住宅地段，史德林路地段屬99年地契，面積21,098平方米，所允許的樓面面積約95萬4336平方英尺，可建造1110個單位的超大型私宅項目
2017年10月19日龍光地產以6.29億坡元(相等於約36.17億港元)成功奪得位於新加坡Florence Regency大型集體銷售住宅地皮項目，是次乃該集團於新加坡的第二個項目。項目位處新加坡社區實龍崗/後港(Serangoon / Hougang)的後港大道(Hougang Ave.)，佔地約36,161.20方米(折合約38.9萬方呎)，可建建築面積約101,251.36方米(折合約109萬方呎)，預期可建約1,446個單位。
2018年2月6日龍光地產與合景泰富各持50%股本的合營公司麒灣（香港）投資有限公司獲恒生銀行批出105.75億元的定期貸款融資協議，用以發展去年以168億元投得的鴨脷洲內地段第136號住宅地皮。2018年5月25日鴨脷洲利南道住宅臨海地，屋宇署資料顯示，獲批建2幢3層高洋房、5幢27層高和1幢29層高住宅大廈，總樓面約762,089方呎。
2020年6月12日，龙光地产公告称，开曼群岛公司注册处就公司的注册英文名称由「Logan Property Holdings Company Limited」更改为「Logan Group Company Limited」，中文名称由「龙光地产控股有限公司」更改为「龙光集团有限公司」已于2020年5月25日日发出更改公司名称的注册证书。 香港公司注册处处长已于2020年6月5日发出注册非香港公司变更名称注册证明书。 而中文股份简称将由「龙光地产」更改为「龙光集团」，自2020年6月18日上午九时正起生效。公司于联交所的股份代号「3380」保持不变。
集團有多個美金債券陸續到期，紀凱婷辭任董事之職務
2022年11月2日龍光地產與合景泰富公佈，鴨脷洲利南道66號項目，已命名為凱玥，將以現樓形式推出。

## 連結
- loganestate.com （页面存档备份，存于）